# Kanton Saint-Bonnet-le-Château
Kanton Saint-Bonnet-le-Château (francouzsky Canton de Saint-Bonnet-le-Château) je francouzský kanton v departementu Loire v regionu Rhône-Alpes. Tvoří ho 11 obcí.

## Obce kantonu
- Aboën
- Apinac
- Estivareilles
- Merle-Leignec
- Rozier-Côtes-d'Aurec
- Saint-Bonnet-le-Château
- Saint-Hilaire-Cusson-la-Valmitte
- Saint-Maurice-en-Gourgois
- Saint-Nizier-de-Fornas
- La Tourette
- Usson-en-Forez